# Tom Ripley
Tom Ripley (eigentlich Thomas Phelps Ripley) ist eine fiktive Person, die von Patricia Highsmith geschaffen wurde. 1955 veröffentlichte sie ihren Kriminalroman Der talentierte Mr. Ripley über den Kleinkriminellen Tom Ripley, der bei einer Reise nach Italien in Konflikte gerät und zum Mörder wird. 1958 wurde die geplante Fortsetzung The Alarming Return of Mr Ripley nicht realisiert. Später erschienen Ripley Under Ground (1970), Ripley’s Game (1974), Der Junge, der Ripley folgte (1980) und Ripley Under Water (1991).
Der Stoff wurde mehrmals verfilmt. Nach Der talentierte Mr. Ripley erschienen 1960 Nur die Sonne war Zeuge unter der Regie von René Clément mit Alain Delon als Tom Ripley und 1999 Der talentierte Mr. Ripley von Anthony Minghella mit Matt Damon in der Hauptrolle. Nach Ripley’s Game entstanden 1977 Der amerikanische Freund von Wim Wenders mit Dennis Hopper und 2002 Ripley’s Game von Liliana Cavani mit John Malkovich. 2005 verfilmte Regisseur Roger Spottiswoode Ripley Under Ground mit Barry Pepper. Im Jahr 2024 erschien mit Ripley eine acht Folgen umfassende Miniserie von Steven Zaillian mit Andrew Scott als Hauptdarsteller und in einer Nebenrolle erneut John Malkovich.

## Steckbrief

### Fiktionale Biografie
Thomas Ripley wurde vor 1930 in Boston geboren. Seine Eltern starben, als er noch ein Kind war. (S. 25) Die Eltern sind im Hafen von Boston ertrunken, was vermutlich auch der Grund für seine Wasserscheu ist. (S. 30) Seine Tante Dottie aus Boston nahm ihn zu sich und zog ihn auf. Tante Dottie war lieblos, geizig und machte dem Jungen immer wieder Vorhaltungen, „seine Erziehung hätte sie mehr gekostet, als die Versicherung seines Vaters gezahlt hatte“. (S. 43) Allerdings unterstützt sie ihn bis zu seinem 25. Lebensjahr mit mageren Schecks von beispielsweise 6,48 US$ oder 12,95 US$. Mit 16 Jahren schickt sie Tom zu Tante Bea nach Denver, wo er die High School absolviert. (S. 23)
Zweimal ist Tom von Zuhause weggelaufen. Zuerst erfolglos mit 17 Jahren, und dann mit 20 Jahren nach New York, um Schauspieler zu werden und selbstgeschriebene Sketche anzubieten. (S. 45) Als das nicht funktionierte, nahm er Gelegenheitsjobs an auf einem Bananenfrachter, in einem Lagerhaus für Orangen und als Buchhalter in einem Kaufhaus.
Als die Romanreihe beginnt, ist Thomas Ripley 25 Jahre alt. Er hat kein Bankkonto (S. 10), keinen Job und keinen festen Wohnsitz. Der einzige wahre Freund in New York ist Cleo Dobelle, aber auch sie lügt er an. (S. 32) Laut eigener Einschätzung ist er mathematisch begabt. (S. 10) Sein Credo lautet: Irgend etwas findet sich immer. (S. 15)
Zwischen der Handlung des ersten und zweiten Bandes heiratet Ripley die Französin Héloïse Plisson, die aus guter Familie stammt. An mehreren Stellen in Ripley Under Ground wird angemerkt, dass Ripleys Schwiegervater mit der Vermählung nicht einverstanden ist. Dies hat zum einen klassistische Gründe, andererseits gilt Ripley in der öffentlichen Wahrnehmung als dubios, da er verdächtigt wird, Richard Greenleaf ermordet zu haben.

### Charakterisierung
Tom Ripley ist ein Serienmörder, der sich insbesondere durch seine Amoralität und seinen Machiavellismus auszeichnet.
Ripley ist dabei äußerst charmant und kann sich leicht an verschiedene soziale Umgebungen anpassen. Er nutzt diese Fähigkeiten, um das Vertrauen und die Sympathie anderer zu gewinnen. Seine Raffinesse ermöglicht es ihm, seine Verbrechen geschickt zu verschleiern. Er ist bereit, zu lügen, zu betrügen und sogar zu töten, um seine Ziele zu erreichen und seinen Lebensstil zu bewahren.
Ein zentrales Thema in den Ripliaden ist Ripleys Fähigkeit, Identitäten zu wechseln, um seine eigenen Interessen zu verfolgen und sich aus schwierigen Situationen zu befreien. So gibt er sich beispielsweise im ersten Band Der talentierte Mr. Ripley als den von ihm ermordeten Richard Greenleaf aus, um sich dessen Vermögen anzueignen.
Trotz seines Erfolgs und seiner Fähigkeit, sich in der Gesellschaft zu bewegen, bleibt Ripley innerlich oft leer und einsam. Seine Handlungen sind oft von einem tiefen Gefühl der Unsicherheit und des Verlangens nach Anerkennung getrieben. Tom Ripley ist eine komplexe Figur, die sowohl als Antiheld als auch als Bösewicht betrachtet werden kann.

## Ripliade und Verfilmungen
- Der talentierte Mr. Ripley (OT: The Talented Mr. Ripley), Coward-McCann, New York 1955.
  - 1960: Nur die Sonne war Zeuge, Frankreich/Italien, Regie: René Clément.
  - 1999: Der talentierte Mr. Ripley, USA/Italien, Regie: Anthony Minghella.
  - 2024: Ripley (Fernsehserie), USA, Regie: Steven Zaillian.
- Ripley Under Ground, Doubleday/Heinemann, New York/London 1970.
  - 2005: Ripley Under Ground, USA/UK/Deutschland, Regie: Roger Spottiswoode.
- Ripley’s Game oder Der Amerikanische Freund, Doubleday/Heinemann, New York/London 1974.
  - 1977: Der amerikanische Freund, Deutschland/Frankreich, Regie: Wim Wenders.
  - 2002: Ripley’s Game, Italien/USA/UK, Regie: Liliana Cavani.
- Der Junge, der Ripley folgte (OT: The Boy Who Followed Ripley), Lippincott & Crowell/Heinemann, New York/London 1980.
- Ripley Under Water, Alfred A. Knopf/Bloomsbury, 1991.